# دوري السوبر السويسري 2000-01
دوري السوبر السويسري 2000-01 هو الموسم 103 من  دوري السوبر السويسري. أشرف على تنظيمه دوري السوبر السويسري، وكان عدد الأندية المشاركة فيه  12، وفاز فيه نادي غراسهوبر زيوريخ.